# Re dell'Iraq
Il titolo di  Re dell'Iraq (Arabo: ملك العراق, Malik al-‘Irāq) è stato il titolo del capo di Stato del Regno dell'Iraq tra il 1921 e il 1958.

Stemma reale

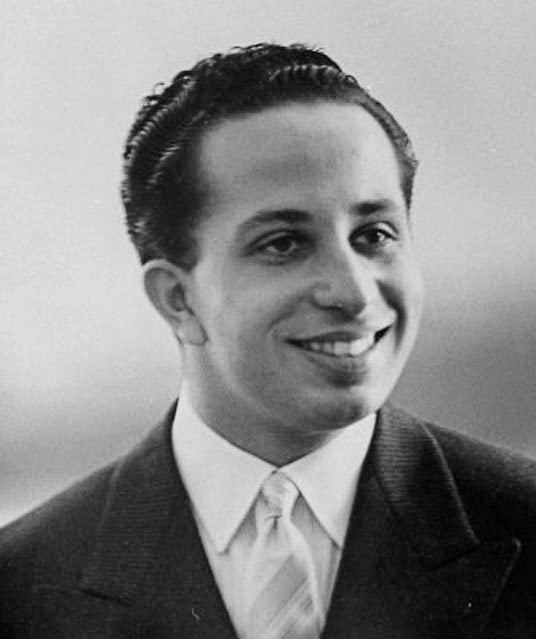
Faysal II, ultimo monarca

## Storia
Dopo la prima guerra mondiale e la conseguente dissoluzione dell'Impero ottomano, la provincia dell'Iraq passò sotto il controllo del Regno Unito. Nonostante gli sforzi dei britannici di mantenere il possedimento mediorientale la popolazione insorse e riuscì ad ottenere la propria indipendenza. In seguito alla rivoluzione si creò tuttavia una situazione di disordine che fu risolta con l'ascesa al trono di un sovrano della dinastia degli Hashemiti, figlio di Al-Husayn ibn Ali. Nonostante la famiglia reale fosse originaria dell'Hijaz e non dell'Iraq la famiglia godeva di grande prestigio e fu accettata con un plebiscito con il consenso favorevole del 96% dei votanti. Il Regno dell'Iraq esisterà fino al colpo di Stato del 1958 che stabilì la Repubblica dell'Iraq.

## Regno dell'Iraq, Hashemiti (1921-1958)
| Re | Re                    | Vita                                                       | Dal              | Al               | Note |
| -- | --------------------- | ---------------------------------------------------------- | ---------------- | ---------------- | --- |
|    | Faysal I فيصل الأول   | Ta'if, 20 maggio 1885 - Berna, 8 settembre 1933 (50 anni)  | 23 agosto 1921   | 8 settembre 1933 | In precedenza, re di Siria per un breve periodo nel 1920. Fratello di Abdullah, re provvisorio dell'Iraq il quale rinuncia diventando re della Transgiordania |
|    | Ghazi I غازي الأول    | La Mecca, 21 marzo 1912 - Baghdad, 4 aprile 1939 (27anni)  | 8 settembre 1933 | 4 aprile 1939    | Figlio di Fayisal I |
|    | Faysal II فيصل الثاني | Baghdad, 2 maggio 1935 - Baghdad, 14 luglio 1958 (23 anni) | 4 aprile 1939    | 14 luglio 1958   | Figlio di Ghazi I. Ultimo re dell'Iraq moderno. |

## Bandiera reale

Bandiera ufficiale del sovrano d'Iraq